# Białobrzegi (gromada w powiecie opoczyńskim)
Białobrzegi – dawna gromada, czyli najmniejsza jednostka podziału terytorialnego Polskiej Rzeczypospolitej Ludowej w latach 1954–1972.
Gromady, z gromadzkimi radami narodowymi (GRN) jako organami władzy najniższego stopnia na wsi, funkcjonowały od reformy reorganizującej administrację wiejską przeprowadzonej jesienią 1954 do momentu ich zniesienia z dniem 1 stycznia 1973, tym samym wypierając organizację gminną w latach 1954–1972.
Gromadę Białobrzegi z siedzibą GRN w Białobrzegach (obecnie w granicach Tomaszowa Mazowieckiego) utworzono – jako jedną z 8759 gromad na obszarze Polski – w powiecie opoczyńskim w woj. kieleckim, na mocy uchwały nr 13g/54 WRN w Kielcach z dnia 29 września 1954. W skład jednostki weszły obszary dotychczasowych gromad Białobrzegi, Ciebłowice, Ciebłowice Małe, Ludwików, Kępa, Podoba i Wąwał ze zniesionej gminy Unewel w tymże powiecie. Dla gromady ustalono 27 członków gromadzkiej rady narodowej.
31 grudnia 1959 z gromady Białobrzegi wyłączono rezerwat "Błękitne Źródła", wieś Utrata i część gruntów wsi Wąwał wraz z obszarem leśnym o łącznej powierzchni 54 ha, włączając je do miasta Tomaszów Mazowiecki (na prawach powiatu) w woj. łódzkim.
Gromada przetrwała do końca 1972 roku, czyli do kolejnej reformy gminnej. 1 stycznia 1973 utworzono gminę Białobrzegi.